# Big Brother 2014
Big Brother 2014 var ottende sæson af Big Brother Danmark og blev vundet af David, Nirvana fik en andenplads og Ronnie en tredjeplads.
Kanal 5 meldte ud i en pressemeddelelse 19. juli 2014, at de ikke ville forlænge Big Brother-aftalen i Danmark med en ny sæson grundet de faldende seertal i Big Brother 2014. Kanal 5 meldte, at de ville tage nogle års pause fra Big Brother i Danmark.
I Big Brother Danmark 2014 var Oliver Bjerrehuus vært sammen med Anne Kejser.

## Deltagere
- Rasmus
- Jimmi
- Ginna
- Oliver S
- Nicki
- Mark
- Ronnie
- Cecille
- Karoline
- David (Vinder af Big Brother 2014)
- Camilla
- Klaus
- Nirvana
- Frida
- Patrich
- Kenneth
- Andreas
- Sabrina
- Karsten
- Johannes
- Johanthan
- Malene
- Sandra

8. sæson blev vundet af David.
Kanal 5 valgte efter denne sæson at holde en pause fra Big Brother i en periode i Danmark.

## Eksterne kilder og henvisninger
1. ↑  Kanal 5 dropper reality-serien Big Brother dr.dk 19. jun. 2014